# Tomás Roda Rodríguez
Tomás de Roda y Rodríguez (Murtas, Alpujarras, Granada, 18 de septiembre de 1779 - Jaén, 11 de marzo de 1858) fue un religioso español que ostentó los puestos de obispo de Menorca y de Jaén.

## Biografía
Realizó estudios eclesiásticos en el colegio de San Bartolomé y Santiago, de Granada, colegio que llegaría a dirigir en el futuro. Aplicado en el estudio, se doctoró en teología y se licenció en derecho civil y canónico. En el citado colegio granadino, fue docente de filosofía y teología, como catedrático, hasta que fue nombrado párroco de su pueblo natal, donde permaneció treinta y cuatro años.. Era párroco en Murtas, en 1808, cuando se produjo la invasión francesa, y en 1848 era canónigo de la Catedral de Granada. El 27 de septiembre de 1852 es nombrado Obispo de Menorca, tomando posesión el 21 de diciembre de ese mismo año.
El 20 de diciembre de 1857 es nombrado Obispo de Jaén. No llega a tomar posesión del cargo puesto que fallece a los pocos meses.